# Jean Dasque
Pour les articles homonymes, voir Dasque.
Jean Dasque (né le 8 juin 1919 à Paris et mort le 28 juin 2013 à Oraison) est un réalisateur, acteur et scénariste français.

## Filmographie

### Cinéma
- 1960 : Ballon vole (court métrage) - Mention Honorable - Festival International du Film de Berlin 1960 - Meilleur Court métrage des Films pour la Jeunesse
- 1961 : Âme qui vive (court métrage) avec Louis Arbessier, Lucien Guervil et Noëlle Hussenot - Dialoguiste - Scénariste - Acteur
- 1962 : Lettres de Provins (court métrage) - Avec la voix de Mireille Darc et la participation de l'auteur
- 1963 : Les Jojos (court métrage) - mention Spéciale du Jury au festival International du Film de Locarno
- 1963 : Jaillit des ronces (court métrage) film réalisé pour le Secours catholique sur la Cité Saint-Pierre à Lourdes. Commentaire dit par François Chaumette et Martine Sarcey, musique de Georges Delerue
- 1964 : La Verticale (court métrage) - Récitant / Narrateur
- 1964 : Chrysalide (court métrage)
- 1966 : Le Fer à Repasser (court métrage)
- 1966 : La Petite Fuite en froid (court métrage)
- 1967 : Le Naufrage de Robinet avec Romain Bouteille (court métrage)
- 1967 : Les chamois (rallye moto des Chamois, altitude 2 770 m)
- 1969 : Naissance d'un théâtre (court métrage documentaire)

### Télévision
- 1973 : Point Virgule (téléfilm)
- 1973 : Et le Vieux Port fut condamné (court métrage) / Docufiction TV
- 1980 : Colline avec Armand Meffre (téléfilm)
- 1980 : Le Tire-Lyre Film sur Pierre-Jean Croset - Prix FR3 du meilleur court métrage - 1980
- 1982 : Un comédien lit un auteur (série télévisée) : Marie-Christine Barrault lit Maria Borelly
- 1984 : Les Insomnies de Mr Plude avec Michel La Rosa (téléfilm)

### Cinéma
- 1965 : Ohrid Express - Court métrage / Documentaire (coréalisateur : Robert Legrand), avec la voix de Jean Négroni - Producteur - En sélection officielle au Festival de Cannes 1965 dans la catégorie « court métrage »

### Télévision
- 1981 : La Chèvre d'Or (téléfilm) - Adaptation - Avec Alexandre Fabre

### Comme acteur
- 1959 : Marie Stuart : Melvil